# میشل تورنیه
میشل تورنیه (به فرانسوی: Michel Tournier) (زاده ۱۹ دسامبر ۱۹۲۴ – درگذشته ۱۸ ژانویه ۲۰۱۶) نویسنده فرانسوی بود. وی در سال ۱۹۶۷ برنده جایزه بزرگ رمان فرهنگستان فرانسه و در سال ۱۹۷۰ برنده جایزه گنکور شده بود. وی یکی از اعضای فرهنگستان گنکور بود. رمان جمعه یا برزخ اقیانوس آرام در سال ۲۰۰۵ به عنوان بهترین رمان قرن فرانسه از نگاه منتقدان و نویسندگان فرانسوی انتخاب شد.

## زندگی‌نامه
میشل تورنیه در تاریخ ۱۹ دسامبر ۱۹۲۴ در پاریس زاده شد. تحصیل در رشته فلسفه را در دانشگاه پاریس آغاز کرد و سپس به آلمان رفت و در دانشگاه توبینگن به تحصیل در همین رشته ادامه داد. مدتی در رادیو فرانسه به عنوان خبرنگار و مترجم فعالیت کرد. اولین رمانش به نام جمعه یا برزخ اقیانوس آرام را در ۴۳ سالگی منتشر کرد. این رمان که روایتی نو از داستان معروف رابینسون کروزوئه است، باعث شهرت وی شد.

تورنیه در روز یکشنبه ۱۸ ژانویه ۲۰۱۶ در دهکدهٔ شوازل واقع در جنوب غربی پاریس در ۹۱ سالگی در گذشت.

## گزیدهٔ آثار
- جمعه یا برزخ اقیانوس آرام (۱۹۶۷)
- پادشاه اولن (۱۹۷۰)
- شهاب‌ها (۱۹۷۵)
- نسیم روح‌القدس (۱۹۷۷)
- خروس برویر (مجموعه ۶ داستان کوتاه) (۱۹۷۸)
- گاسپار، ملیکور و بالتازار (۱۹۸۰)
- پرواز موجودخونخوار (۱۹۸۱)
- ژیل و ژان (۱۹۸۳)
- قطره طلایی (۱۹۸۵)

### آثار برای کودکان
- شادی جاودانه من (۱۹۷۰)
- جمعه یا زندگی وحشی (۱۹۷۱)
- آماندین یا دوباغ (۱۹۷۷)
- باربد (۱۹۸۰)
- باغچه‌ای پر از گل سوسن (۱۹۸۲)
- پادشاهان جادوگر(۱۹۸۳)